# NIN-ova nagrada
NIN-ova nagrada književna je nagrada za najbolji roman godine, a dodjeljuje ju NIN. NIN je beogradski tjedni časopis koji izlazi u Srbiji, a izlazio je i u vrijeme SFR Jugoslavije. Prvi broj NIN-a izašao je u Beogradu 26. siječnja 1935. godine.
NIN-ova nagrada dodjeljivana je piscima u SFR Jugoslaviji, a sada se dodjeljuje u Srbiji. Prvi put je dodijeljena 1954. godine. Prvu nagradu dobio je Dobrica Ćosić za roman Koreni. Nagrada nije dodijeljena samo 1959. godine. NIN-ovu nagradu vratili su Danilo Kiš koji je nagrađen 1972. godine za Peščanik i Milisav Savić koji je tu nagradu dobio 1991. godine za Hleb i strah.
O dodjeli nagrade odlučuje žiri većinom glasova.

## Dosadašnji dobitnici i dobitnice
- 1954. - Dobrica Ćosić: "Koreni"
- 1955. - Mirko Božić: "Neisplakani"
- 1956. - Oskar Davičo: "Beton i svici"
- 1957. - Aleksandar Vučo: "Mrtve javke"
- 1958. - Branko Ćopić: "Ne tuguj, bronzana stražo"
- 1959. - Nagrada nije dodijeljena
- 1960. - Radomir Konstantinović "Izlazak"
- 1961. - Dobrica Ćosić: "Deobe"
- 1962. - Miroslav Krleža: "Zastave"
- 1963. - Oskar Davičo: "Gladi"
- 1964. - Oskar Davičo: "Tajne"
- 1965. - Ranko Marinković: "Kiklop"
- 1966. - Meša Selimović: "Derviš i smrt"
- 1967. - Erih Koš: "Mreža"
- 1968. - Slobodan Novak: "Mirisi, zlato, tamjan"
- 1969. - Bora Ćosić: "Uloga moje porodice u svetskoj revoluciji"
- 1970. - Borislav Pekić: "Hodočašće Arsenija Njegovana"
- 1971. - Miloš Crnjanski: "Roman o Londonu"
- 1972. - Danilo Kiš: "Peščanik"
- 1973. - Mihailo Lalić: "Ratna sreća"
- 1974. - Jure Franičević-Pločar: "Vir"
- 1975. - Miodrag Bulatović: "Ljudi sa četiri prsta"
- 1976. - Aleksandar Tišma: "Upotreba čoveka"
- 1977. - Petko Vojnić Purčar: "Dom sve dalji"
- 1978. - Mirko Kovač: "Vrata od utrobe"
- 1979. - Pavle Ugrinov: "Zadat život"
- 1980. - Slobodan Selenić: "Prijatelji"
- 1981. - Pavao Pavličić: "Večernji akt"
- 1982. - Antonije Isaković: "Tren 2"
- 1983. - Dragoslav Mihailović: "Čizmaši"
- 1984. - Milorad Pavić: "Hazarski rječnik"
- 1985. - Živojin Pavlović: "Zid smrti"
- 1986. - Vidosav Stevanović: "Testament"
- 1987. - Voja Čolanović: "Zebnja na rasklapanje"
- 1988. - Dubravka Ugrešić: "Forsiranje romana reke"
- 1989. - Vojislav Lubarda: "Vaznesenje"
- 1990. - Miroslav Josić Višnjić: "Odbrana i propast Bodroga u sedam burnih godišnjih doba"
- 1991. - Milisav Savić: "Hleb i strah"
- 1992. - Živojin Pavlović: "Lapot"
- 1993. - Radoslav Petković: "Sudbina i komentari"
- 1994. - Vladimir Arsenijević: "U potpalublju"
- 1995. - Svetlana Velmar Janković: "Bezdno"
- 1996. - David Albahari: "Mamac"
- 1997. - Milovan Danojlić: "Oslobodioci i izdajnici"
- 1998. - Danilo Nikolić: "Fajront u Grgetegu"
- 1999. - Maksimilijan Erenrajh-Ostojić -"Karakteristika"
- 2000. - Goran Petrović: Sitničarnica 'Kod srećne ruke'
- 2001. - Zoran Ćirić: "Hobo"
- 2002. - Mladen Markov: "Ukop oca"
- 2003. - Vladan Matijević: "Pisac iz daleka"
- 2004. - Vladimir Tasić: "Kiša i hartija"
- 2005. - Miro Vuksanović: "Semolj zemlja"
- 2006. - Svetislav Basara: "Uspon i pad Parkinsonove bolesti"
- 2007. - Dragan Velikić: "Ruski prozor"
- 2008. - Vladimir Pištalo: "Tesla, portret među maskama"
- 2009. - Grozdana Olujić: "Glasovi u vetru"
- 2010. - Gordana Ćirjanić: "Ono što oduvek želiš"
- 2011. - Slobodan Tišma: "Bernardijeva soba"
- 2012. - Aleksandar Gatalica: "Veliki rat"[1]
- 2013. - Goran Gocić: "Tai"[2]
- 2014. - Filip David: "Kuća sećanja i zaborava"
- 2015. - Dragan Velikić: "Islednik"[3]
- 2016. - Ivana Dimić: "Arzamas"[4]
- 2017. - Dejan Atanacković: "Luzitanija"
- 2018. - Vladimir Tabašević: "Zabluda Svetog Sebastijana"
- 2019. - Saša Ilić: "Pas i kontrabas"
- 2020. - Svetislav Basara: "Kontraendorfin"
- 2021. - Milena Marković: "Deca"
- 2022. - Danica Vukićević: "Unutrašnje more"

## Vanjske poveznice
- (srp.) Roman godine  Arhivirana inačica izvorne stranice od 26. travnja 2017. (Wayback Machine)
- (srp.) Dobitnici Ninove nagrade za književnost, na stranicama Gradske biblioteke u Novom Sadu
- (srp.) Ninova nagrada: Od svitanja do sumraka